# Badr al-Jamalí
Badr al-Jamalí (àrab: بدر الجمالي, Badr al-Jamālī) (vers 1012-1094) fou un general i visir fatimita.
Era un esclau armeni de l'emir sirià Jamal-ad-Dawla ibn Ammar. Va ocupar diversos càrrecs a Síria i per dues vegades fou governador de Damasc però la severitat del seu govern fou rebutjat per les tropes acostumades a governants menys exigents. Després fou comandant d'Acre i va combatre a les tropes de Màlik-Xah. S'havia creat una guàrdia d'armenis i les tropes li eren absolutament lleials.
En un moment de greu crisi de l'estat, Badr al-Jamalí fou cridat al Caire pel califa fatimita al-Mustànsir (1073) amb l'objectiu inicial d'apartar als generals turcs del control que exercien al govern. Badr al-Jamalí va matar en un parany a tots els generals turcs i llavors fou nomenat generalíssim (amir al-juyuix), jutge i predicador suprem i finalment visir.
Badr al-Jamalí va pacificar la capital, va restablir l'orde a la zona del delta fluvial primer a la part oriental i després a la part occidental; Alexandria va haver de ser ocupada per assalt; llavors es va dirigir a l'Alt Egipte, on les tribus àrabs tenien el control i encara que amb dificultats va restablir el poder de l'estat. A Síria, en canvi, la situació ja era molt difícil i no la va poder capgirar; Damasc fou ocupada pels seljúcides el 1076 i a l'any següent el general seljúcida Atsiz va aparèixer fins a la rodalia del Caire on finalment fou rebutjat per Badr.
Va atacar Damasc tres vegades (1078/1079, 1083/1084 i 1089/1090). Va haver de sufocar diverses revoltes a Egipte, fins i tot una organitzada pel seu propi fill.
Va morir el març/abril del 1094 amb més de 80 anys. Ja només conservava un reduït nombre de ciutats de Síria, a la part sud. El va succeir en tots els seus càrrecs i honors el seu fill al-Àfdal ibn Badr al-Jamalí.